# Мэри Пикфорд
Мэ́ри Пи́кфорд (англ. Mary Pickford, урождённая Глэ́дис Мэ́ри Смит (англ. Gladys Marie Smith); 8 апреля 1892[…], Торонто — 29 мая 1979[…], Санта-Моника, Калифорния[…]) — американская актриса канадского происхождения, соосновательница кинокомпании «United Artists». Легенда немого кино. Обладательница премии «Оскар» (1930). Прославилась в амплуа девочек-сорванцов и бедных сироток и лишь в последние несколько лет карьеры перешла на «взрослые» роли. Снялась примерно в 250 фильмах.

## Биография
Будущая актриса родилась 8 апреля 1892 года в Торонто, при рождении получив имя Глэдис. Её отец Джон Чарльз Смит был сыном методистов, эмигрировавших в Канаду из Великобритании. Он был разнорабочим, много пил и умер 11 февраля 1898 года от кровоизлияния в мозг, когда служил казначеем на пароходе. Мать, Шарлотта Хеннесси, происходила из семьи ирландских католиков и зарабатывала на жизнь шитьём. У Глэдис были младшие брат и сестра — Джек и Лотти, — которые впоследствии взяли фамилию из её псевдонима и тоже стали актёрами. По решению матери, которая хотела угодить родственникам с обеих сторон, Глэдис прошла обряд крещения в двух церквях — методистской и католической. Тогда же её среднее имя было изменено на Мари.

### Творческая карьера
После смерти мужа Шарлотта, чтобы обеспечить семью, стала держать пансион. По совету одного из постояльцев она ради дополнительного заработка стала играть вместе с детьми в местном театре Princess Theatre. Таким образом 8 января 1900 года семилетняя Глэдис дебютировала на сцене в постановке «Серебряный король». На представлении присутствовали канадские солдаты, призванные в Южную Африку воевать с бурами.
Семья Смитов на протяжении шести лет играла в водевилях и дешёвых мелодрамах. Осенью 1901 года они отправились в Буффало и пять лет гастролировали по Америке, работая на различные театральные компании. В 1907 году пятнадцатилетняя Глэдис добилась аудиенции у продюсера Дэвида Беласко и получила второстепенную роль в пьесе «Уоррены из Вирджинии» с гонораром в 25 долларов в неделю. По настоянию Беласко она изменила своё достаточно тривиальное имя на псевдоним — Мэри Пикфорд — и 3 декабря дебютировала на Бродвее. Автором пьесы был Вильям ДеМилль, брат которого Сесил Б. ДеМилль — который впоследствии стал одним из самых именитых кинорежиссёров Голливуда — тоже играл в этом спектакле.

#### Первые годы в кино
«Уоррены из Вирджинии» сошли со сцены в октябре 1908 года, выдержав 380 показов, и Мэри осталась без работы. Она считала кинематограф менее значимым искусством, нежели театр, но тем не менее в начале 1909 года обратилась на киностудию «Biograph Studios». Режиссёр Д. У. Гриффит устроил девушке пробы и, так как их результаты удовлетворили его, в тот же день снял её в короткометражке. Мэри, которая с самого начала карьеры проявляла деловую хватку, настояла на гонораре в 10 долларов в день, и Гриффит согласился (при том, что обычно платил актёрам вдвое меньшую сумму). В 1909 году он снял актрису более чем в 50 фильмах. Это было обусловлено тем фактом, что производство на заре кинематографа отнимало немного времени — фильмы, занимавшие одну бобину киноплёнки, длились не более 12 минут и зачастую снимались практически без сценария.

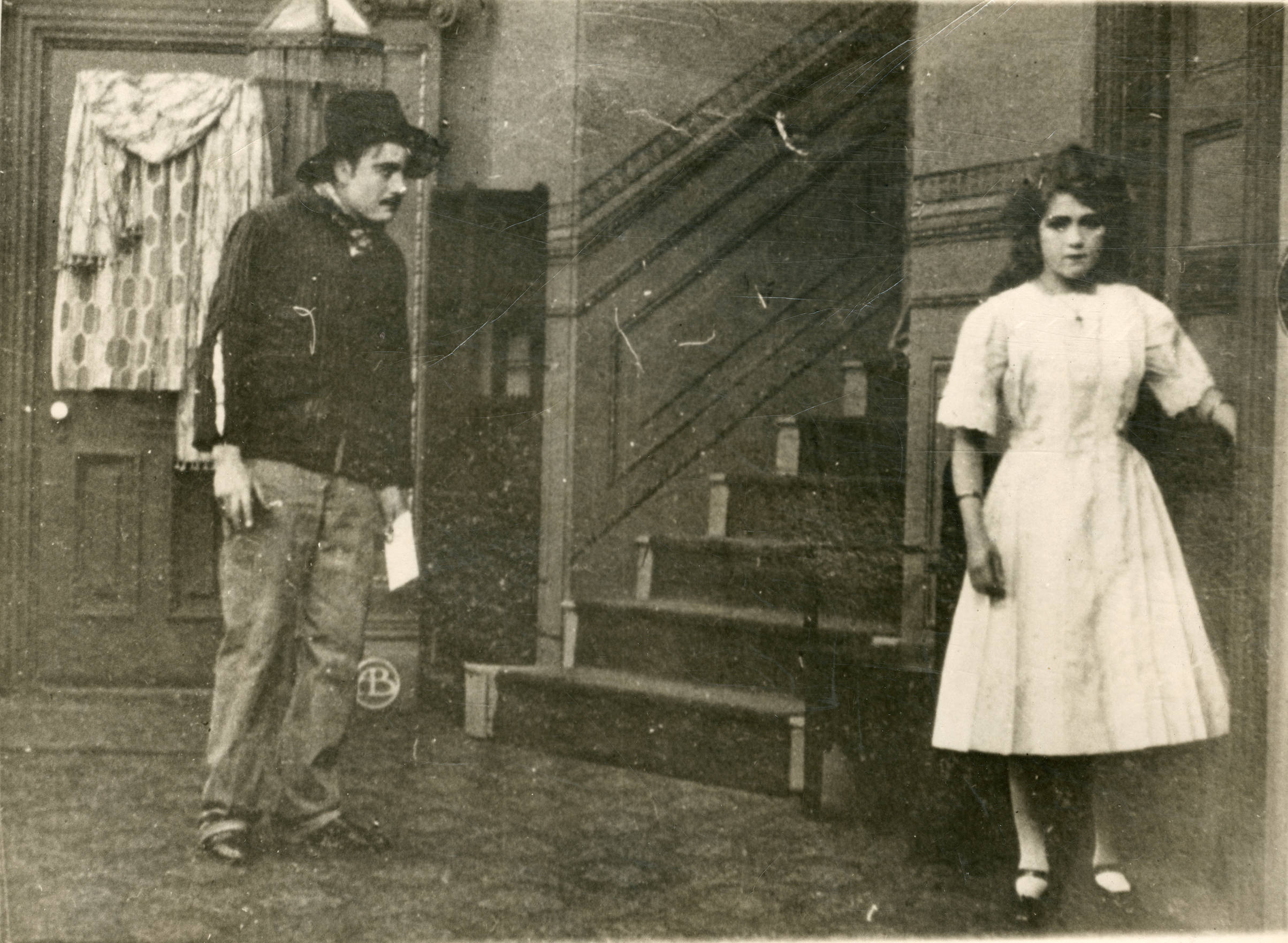
Семнадцатилетняя Пикфорд в одном из своих первых фильмов — драме «Одинокая вилла» (1909) с хронометражем всего в 8 минут

В январе 1910 года Гриффит перевёз свою труппу из Нью-Йорка в Лос-Анджелес. Тогда многие кинокомпании проводили зиму на юге западного побережья, так как на северо-восточном светлое время суток становилось короче, и это затрудняло съёмочный процесс. Хотя основной причиной переезда была возможность не платить за грабительские патенты производителей съёмочной техники. Мэри продолжала активно работать, и, хотя в то время на «Biograph Studios» ещё не существовало титров с перечислением актёров, публика запомнила её, прозвав девочкой с золотыми кудряшками.
В декабре 1910 года Мэри прекратила сотрудничество с Гриффитом и перешла на киностудию Томаса Х. Инса «IMP Company», подписав контракт с гонораром в 175 долларов в неделю. Однако качество фильмов (всего более тридцати), снятых на IMP, разочаровало её, и актриса обратилась в суд с требованием разорвать контракт. Выиграв дело, она стала работать на «Majestic Film Corp.» с ещё большим гонораром в 225 долларов в неделю. Несмотря на то, что кинокомпания приняла в штат в качестве режиссёра её супруга, — актёра Оуэна Мура, за которого Пикфорд вышла в начале года, — их сотрудничество не задалось, и в 1912 году актриса вернулась к Гриффиту. К тому времени она стала широко известна. Пресса всё чаще упоминала имя маленькой Мэри и анонсировала ленты с её участием. Пикфорд завоевала любовь публики благодаря тому, что её игра отличалась интимностью исполнения: актриса выражала эмоции взглядом, а не экспрессивными жестами, и, как писали газеты, вкладывала в игру всё сердце и душу.

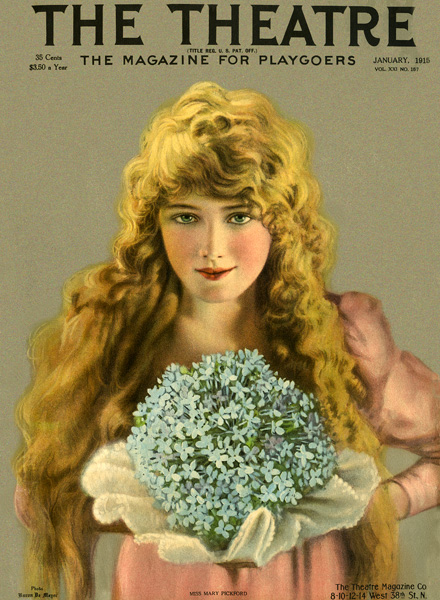
Актриса на обложке журнала The Theatre (январь 1915)

#### Признание
В январе 1913 года Пикфорд вернулась на сцену, сыграв в спектакле Беласко под названием «Хорошенький дьяволёнок» (небольшая роль в нём была отведена Лиллиан Гиш, восходящей звезде немого кино). Беласко согласился платить актрисе 250 долларов в неделю, что в 10 раз превышало её гонорар шестилетней давности. Затем продюсер Адольф Цукор предложил Пикфорд экранизировать пьесу. Она согласилась и подписала контракт с его кинокомпанией «Famous Players», на этот раз покинув Гриффита окончательно. В 1914 году вышло семь полнометражных фильмов с участием Пикфорд (у Гриффита она снималась только в короткометражках), и в том числе мелодрама «Тэсс из Страны бурь». Роль дочери сквоттера стала поворотным моментом её карьеры. С тех пор кинопоказы фильмов Пикфорд стали сопровождаться такими аншлагами, что газеты советовали зрителям занимать места пораньше, дабы избежать давки.
Сотрудничество Пикфорд и Цукора сложилось невероятно успешно. Появившись за четыре года в двух десятках полнометражных фильмов, актриса превратилась в объект фанатичного обожания публики и настоящую кинозвезду — божественную куколку, воспеваемую поклонниками в стихах. Вслед за популярностью росли и гонорары: к 1916 году Мэри получала 2 тысячи долларов в неделю и половину прибыли от проката.
В тот же период окончательно сложилось её актёрское амплуа, в котором она задержалась на долгие годы. Миловидная внешность Пикфорд — миниатюрное сложение и нежное лицо, обрамлённое завитыми локонами — идеально подходила к типажам её героинь. Преимущественно ими были обездоленные сироты, девочки-подростки бедного происхождения, несправедливо обиженные жизнью девушки. Эти персонажи находили отклик в сердцах публики, вызывая сочувствие и расположение.

#### На вершине славы
За пределами съёмочной площадки Пикфорд была не настолько беспомощна, как её героини, и отличалась незаурядными деловыми качествами. В 1916 году она основала собственную кинокомпанию «Mary Pickford Company», которая несколько лет функционировала под патронажем «Famous Players», и получила почти исключительные права на свои фильмы. Она могла отбирать для себя роли, выбирать по своему усмотрению режиссёров и актёров второго плана, утверждать рекламные кампании своих фильмов и высказывать мнение относительно монтажа. Эта договорённость позволила Пикфорд собрать съёмочную группу, с которой ей было комфортно работать. В частности она наняла режиссёра Маршалла Нилана и оператора Чарльза Рошера, которые были заняты соответственно на восьми из восемнадцати картинах актрисы. Сумма её гонорара поднялась до 10 тысяч долларов в неделю, плюс Пикфорд сохраняла право на половину прибыли от проката.

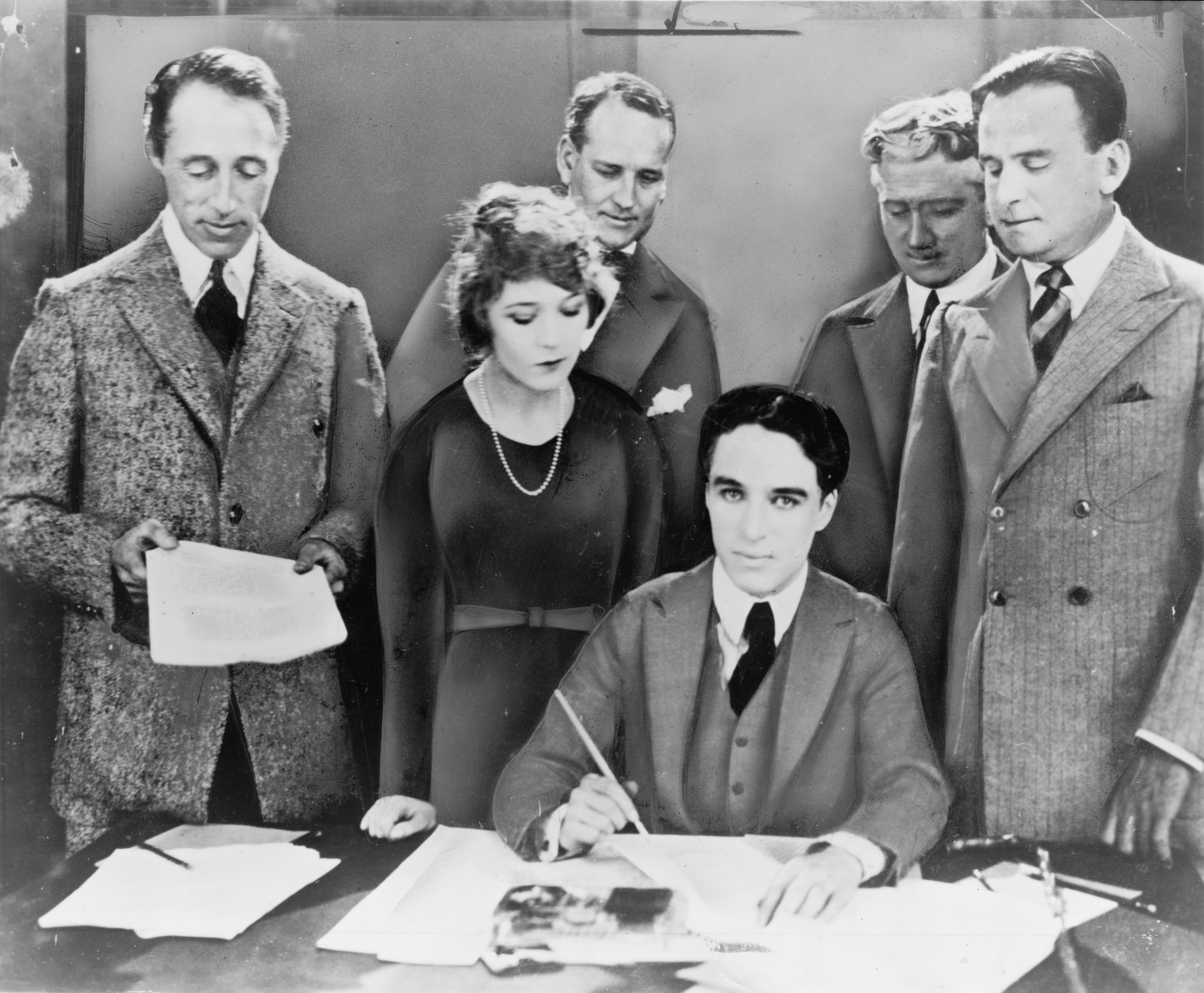
Гриффит, Пикфорд, Чаплин и Фэрбенкс подписывают соглашение о создании United Artists (1919)

Из года в год популярность актрисы продолжала расти. Её наиболее кассовыми картинами 1917 и 1918 годов были «Гордость клана» (на одном из сеансов произошло такое столпотворение, что зрители вышибли дверь в кинотеатр), «Маленькая принцесса», «Звезда морей», «Ребекка с фермы Саннибрук» и «Бедная маленькая богатая девочка». Автором сценариев последних двух лент была Фрэнсис Марион — открытая Пикфорд, она впоследствии написала около полутора десятков сценариев к картинам актрисы и в 1921 году срежиссировала драму с её участием под названием «Свет любви». Героинями Мэри по-прежнему становились девочки-подростки, однако в некоторых картинах — например, в антивоенном фильме «Маленькая американка» и комедии «Вербовка Джоанны» — она играла вполне взрослых девушек.
В 1918 году актриса подписала контракт с «First National», обязавшись сняться в трёх картинах с фиксированным гонораром в 675 тысяч долларов — около 10 миллионов долларов в пересчёте по современному курсу. Этими фильмами, производство которых от стадии сценария до финального монтажа она по-прежнему была вправе контролировать, стали «Длинноногий папочка», «Хулиганка» и «Сердце холмов» (вышли в прокат в 1919 году).
В начале 1919 года Пикфорд, Дуглас Фэрбенкс, Чарли Чаплин и Д. У. Гриффит, объединившись, создали собственную кинокомпанию «United Artists», которая занималась исключительно прокатом фильмов. Решение основать собственную компанию-дистрибутор было обусловлено стремлением сломать бытовавшую в то время в Голливуде вертикальную схему работы — крупные студии не только контролировали производство фильмов, но и распространение, отдавая их в прокат в сети собственных кинотеатров.

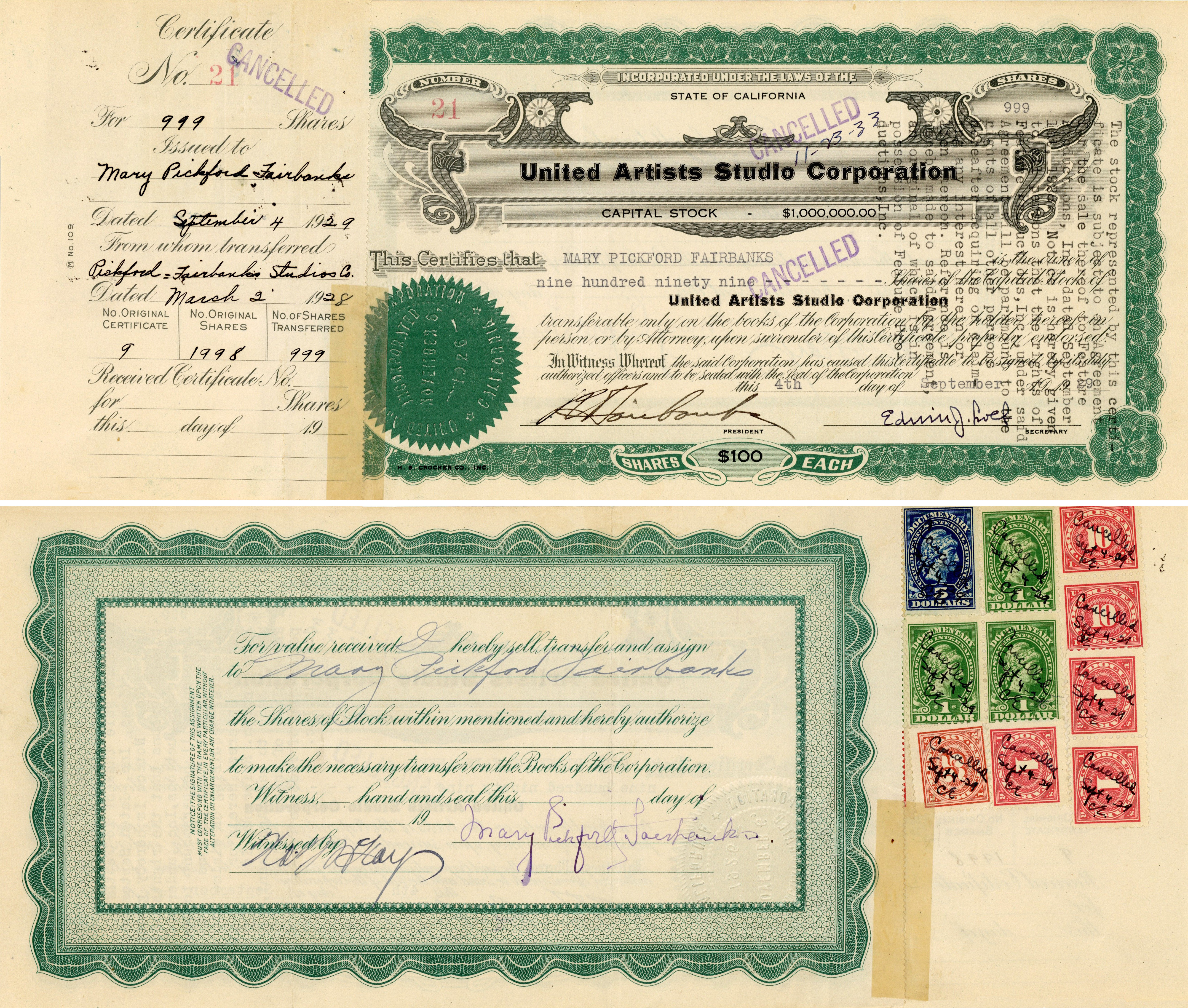
Сертификат United Artists Studio Corporation на 999 акций по 100 долларов каждая, выпущенная 4 сентября 1929 года Мэри Пикфорд-Фэрибэнкс и подписанная ею на обороте в оригинале (нижнее изображение)

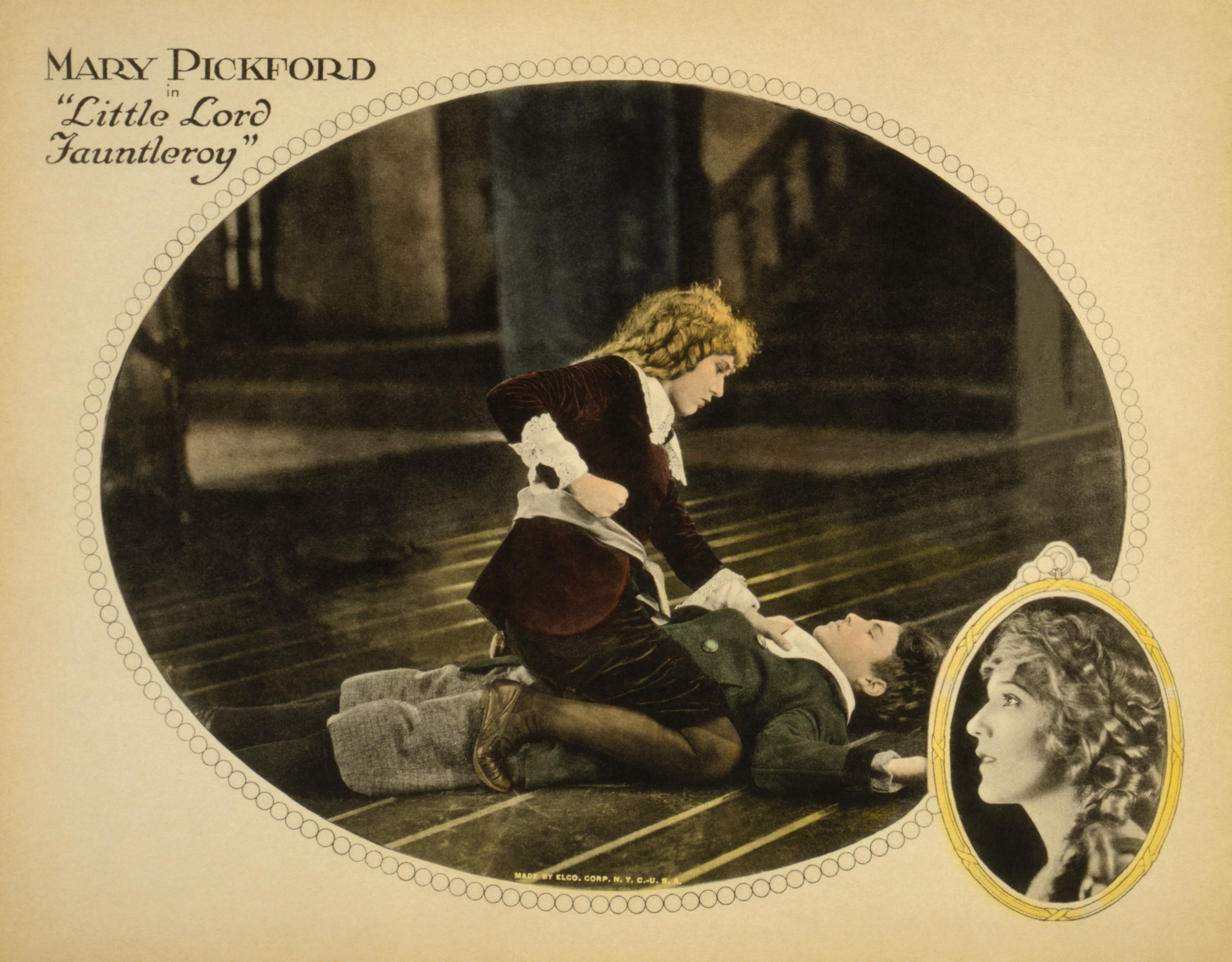
Открытка с кадром из фильма «Маленький лорд Фаунтлерой»

Будучи соучредителем «United Artists» и продюсером своих фильмов, Пикфорд превратилась в одну из самых влиятельных женщин, когда-либо работавших в киноиндустрии. Первоначально по условиям контракта актриса, равно как и остальные сооснователи, обязалась выпускать по пять фильмов в год. Однако вскоре от этой договоренности пришлось отказаться: производство становилось все более дорогостоящим и длительным процессом. В 1920 году вышло всего две ленты с участием Пикфорд, в 1921 году — три, а затем она окончательно снизила темп и стала выпускать по одному фильму в год.
Первым фильмом Мэри по контракту с «United Artists» стала трагикомедия «Поллианна», снятая по роману Элинор Портер. Эта история о кроткой и добродетельной девочке-сироте пользовалась успехом у публики и собрала в мировом прокате более миллиона долларов. Примечательно, что исключительная добросердечность Поллианны угнетала Пикфорд, которая к тому времени уже начинала уставать от светлых, но достаточно однообразных характеров своих героинь. Общество, впрочем, тогда только приветствовало назидательные сюжеты в кинематографе, а реклама «Поллианны» открыто сообщала, что героиня Пикфорд научит любого, как озарить светом свою жизнь и жизни других.
Далее, после трагикомедии «Мыльная пена», где Мэри сыграла мечтательную прачку-замарашку, последовали драма «Свет любви», комедия «С чёрного хода» и экранизация повести Фрэнсис Барнетт «Маленький лорд Фаунтлерой». Последнему фильму (его вторым режиссёром был брат актрисы Джек Пикфорд) сопутствовали большие сборы в прокате, более того — картина добралась и до послереволюционной России, где была выпущена под названием «Два претендента». В «Маленьком лорде Фаунтлерое» Пикфорд исполнила сразу две роли — юного наследника Седрика Эррола и его матери.
В 1922 году актриса снялась в ремейке собственного хита восьмилетней давности, мелодраме «Тэсс из Страны бурь». Далее она решила рискнуть и реализовать своё давнее желание вырваться из детского амплуа — Пикфорд достигла тридцатилетнего возраста и устала играть викторианских девочек-подростков, кроме того, этот образ постепенно начал выходить из моды. В 1923 году она пригласила к сотрудничеству немецкого режиссёра Эрнста Любича и снялась в его первом американском фильме, мелодраме «Розита». Её героиня, уличная певица Розита, испытавшая на себе бремя любви короля Испании, представляла собой по-настоящему взрослую женщину, но, к сожалению — несмотря на роскошные декорации и прекрасную прессу, которая провозгласила картину очередным триумфом актрисы, — фильм пользовался меньшим успехом, нежели её предыдущие работы.
Поняв, что публика отказывается воспринимать её во взрослом облике, Пикфорд вернулась к былому амплуа. В выпущенном в 1924 году историческом фильме «Дороти Вернон из Хэддон-Холла» она сыграла молодую девушку, в трагикомедии «Маленькая Анни Руни» (1925) — двенадцатилетнюю девочку-сорванца, в драме «Воробушки» (1926) — сироту-подростка. Но тем не менее в следующем 1927 году актрисе исполнилось 35 лет, и она сыграла взрослую роль в мелодраме «Моя любимая девушка».
В марте 1928 года от рака груди умерла мать Пикфорд, и актриса тяжело переживала её смерть. В том же году она решила окончательно порвать с детским имиджем и остригла свои прославленные золотые локоны. При этом событии присутствовали журналисты, и фотографии Пикфорд из парикмахерского салона попали на первые полосы газет.

#### Закат карьеры
В 1929 году в свои права начинала вступать эпоха звукового кино, и Пикфорд, разумеется, не могла игнорировать этот факт. Она приобрела права на экранизацию пьесы 1927 года под названием «Кокетка» — это была трагическая история о красавице Норме Безант и её возлюбленном, которого застрелил её отец. Оператором фильма должен был стать давний друг актрисы Чарльз Рошер, однако Пикфорд уволила его, когда тот прервал на середине её сцену. Рошер решил вмешаться в процесс по причине того, что на лицо актрисы легла тень, но тем не менее Пикфорд назначила оператором другого человека. Публика в конечном итоге с восторгом приняла «Кокетку», а Пикфорд получила за роль Нормы своего первого и единственного «Оскара». Критики, однако, отнеслись к фильму более прохладно.
В 1929 году Пикфорд выпустила ещё один фильм — комедию «Укрощение строптивой» по одноимённому произведению Шекспира, где появилась в паре со своим вторым мужем Дугласом Фэрбенксом. Затем в 1930 году начала производство картины «Твоя навечно», однако из-за пристрастия к алкоголю режиссёра Маршалла Нилана заморозила проект и уничтожила отснятые материалы. Следующая картина Пикфорд, мюзикл «Кики» по мотивам пьесы Беласко, вышла в 1931 году и провалилась в прокате, возместив только половину затраченного бюджета.
Её следующая картина — вестерн 1933 года «Секреты» — также не имела кассового успеха. Поэтому Пикфорд решила закончить карьеру в кино и с тех пор более не снималась.

### Общественная и деловая деятельность
Благодаря безграничному доверию, которым Пикфорд пользовалась у публики, она неоднократно принимала участие в различных благотворительных акциях. В 1918 году, когда шла Первая мировая война, актриса совместно с Дугласом Фэрбенксом, Чарли Чаплином и Мэри Дресслер посетила с публичными выступлениями несколько городов, призывая граждан покупать облигации военного займа — доход от них шёл на финансирование военных нужд.

Пикфорд обращается к толпе с воззванием покупать облигации военного займа (1918)

Когда Пикфорд выступала на Уолл-стрит, её аудитория составила около 50 тысяч человек — несмотря на своё канадское происхождение, она превратилась в один из главных символов Америки тех лет, и благодаря её усилиям в поддержку армии была собрана значительная сумма. Кроме того, совместно с Монти Блю и Джоан Марш она выпустила агитационную короткометражку «Стопроцентные американцы». В то время Пикфорд была очень популярна в армии: в её честь были названы две пушки, 143-й артиллерийский полк носил неофициальное название «Барашки Мэри», а сама она в феврале 1918 года была возведена в ранг почётного полковника и присутствовала на военных парадах.
В 1921 году Пикфорд совместно с Фэрбенксом, Чаплином и Гриффитом организовала Фонд помощи нуждающимся киноактёрам (функционирует до сих пор) и стала его вице-президентом. Чтобы собрать средства, устроителями проводились благотворительные балы и киносеансы, спортивные мероприятия, показы мод и др. В 1932 году по инициативе Пикфорд фонд обратился к деятелям киноиндустрии, заработок которых превышал 200 долларов в неделю, с просьбой перечислять полпроцента или один процент от своего гонорара в пользу их менее удачливых коллег.
В 1927 году Пикфорд была в составе влиятельных голливудских лиц, основавших Американскую академию киноискусства. Её соучредителями являлись актёры Дуглас Фэрбенкс и Гарольд Ллойд, режиссёры Фред Нибло и Рауль Уолш, продюсеры Джек Уорнер и Ирвинг Тальберг, а также другие деятели, составлявшие цвет американского кинематографа тех лет.
Затем в 1941 году, уже перестав сниматься в кино, Пикфорд предприняла вторую попытку ослабить влияние крупных студий (в то время монополия на производство и прокат фильмов почти целиком принадлежала «MGM», «Paramount Pictures», «RKO», «Warner Bros.» и «20th Century Fox») и совместно с Уолтом Диснеем, Орсоном Уэллсом, Чарли Чаплином и другими основала Объединение независимых кинопродюсеров (функционировало до 1958 года).
В 1944 году Мэри стала председателем женского отделения основанного Рузвельтом Национального фонда борьбы с полиомиелитом и посещала госпитали, где лежали больные дети. В 1949 году вместе со своим третьим мужем Чарльзом Роджерсом и другом Малкольмом Бойдом она основала телерадиокомпанию «Pickford-Rogers-Boyd».

### Личная жизнь

Дуглас Фэрбенкс и Мэри Пикфорд в 1922 году

Актриса трижды была замужем. 7 января 1911 года восемнадцатилетняя Пикфорд вышла замуж за Оуэна Мура, актёра ирландского происхождения, в дуэте с которым часто снималась. Её мать, которая на протяжении многих лет имела большое влияние на Мэри, не разделяла симпатию дочери к Муру, поэтому некоторое время супруги скрывали от неё свои отношения. Их брак оказался неудачным из-за алкоголизма Мура и его неприятия популярности супруги. Начиная с 1914 года они жили раздельно, а затем Пикфорд завязала роман с Дугласом Фэрбенксом — в то время он выступал на Бродвее и вскоре стал столь же знаменит в кино, как и Мэри.
Некоторое время они хранили свою связь в секрете от окружающих. Так как Фэрбенкс был женат, Пикфорд опасалась, что огласка приведет к скандалу, и не хотела портить свою безупречную репутацию. Однако они появлялись вместе на публике во время благотворительных туров 1918 года. 2 марта 1920 года Пикфорд наконец развелась с Муром, и в прессе начали циркулировать слухи о её возможном браке с Фэрбенксом. Несмотря на то, что актриса заявила о беспочвенности подобных слухов, 28 марта она всё-таки вышла за Фэрбенкса (актёр стал свободен ещё в ноябре 1919 года).
Церемония прошла в закрытом кругу — не были приглашены даже их близкие друзья, включая Чаплина, — а свидетелями выступили сводный брат жениха Джон Фэрбенкс и актриса Марджори Доу. 19 мая 1920 года молодожёны отплыли на пароходе «Royal George» в Европу и провели там всё лето. Осенью 1920 года, вскоре после того, как они вернулись в Америку, имя Пикфорд оказалось косвенно вовлечено в скандал, когда 10 сентября жена её брата Джека, актриса Олив Томас, скончалась во Франции, случайно выпив раствор сулемы (этим лекарством её супруг пытался вылечиться от хронического сифилиса).

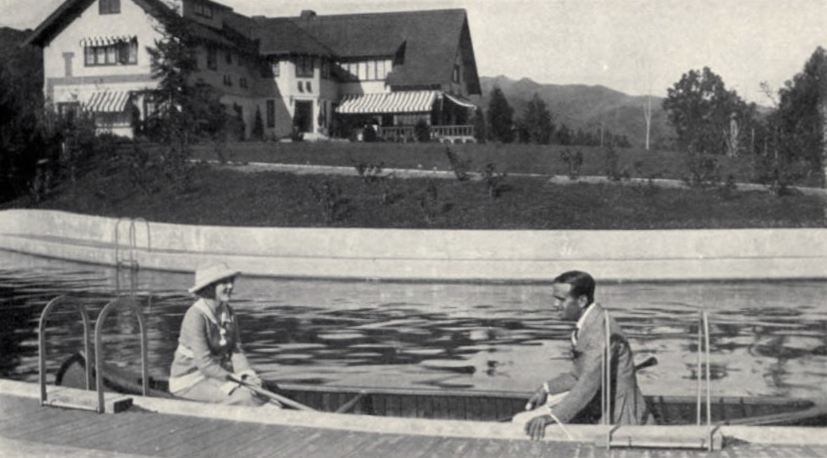
Фэрбенкс и Пикфорд в своём поместье Пикфэр в начале 1920-х годов

После медового месяца звёздная чета поселилась в огромном поместье Фэрбенкса неподалёку от Лос-Анджелеса, которое получило название от слияния их имён — Пикфэр. На протяжении 1920-х годов Пикфорд и Фэрбенкс составляли самую известную супружескую пару Голливуда. На проводимых в их поместье приёмах собирался цвет артистического, политического и интеллектуального сообществ тех лет. В 1927 году они стали первыми актёрами, которые оставили отпечатки своих ладоней на цементной плите перед входом в кинотеатр «Grauman’s Chinese Theater». Слава сопутствовала актёрам по всему миру — и в том числе в СССР.
Летом 1926 года Пикфорд и Фэрбенкс побывали в Советском Союзе, где затем была выпущена книга «Они у нас. Мери Пикфорд и Дуглас Фербенкс в СССР». Также в 1927 году вышел фильм Сергея Комарова «Поцелуй Мэри Пикфорд». Его производство было само по себе курьёзом: документальные кадры из хроники пребывания актёров на Украине (в частности эпизод, где Мэри поцеловала одного из поклонников) были смонтированы с отснятым уже после их отъезда материалом. В итоге получилась комедия о простом парне Гоге, которому не везёт в любви, но после поцелуя звезды дамы начинают обращать на него внимание. Пикфорд узнала о существовании этого фильма только в конце жизни.
Однако и этот брак актрисы в итоге распался. Из-за плотного съёмочного графика супруги проводили друг с другом немного времени. Помимо этого Фэрбенкс любил путешествовать и начиная с 1930 года уезжал в одиночку, оставляя жену дома. В начале 1930-х он увлёкся британской актрисой леди Сильвией Эшли, и этот роман подвёл черту под его браком с Пикфорд. Они стали жить раздельно и развелись 10 января 1936 года. В марте 1936 года Фэрбенкс женился на Эшли. Пикфорд тоже недолго оставалась одна. 24 июня 1937 года она вышла замуж за актёра и джазового музыканта Чарльза «Бадди» Роджерса (своего партнёра в фильме 1927 года «Моя любимая девушка»), но тем не менее сохранила привязанность к Фэрбенксу и, когда в 1939 году он скончался от сердечного приступа, глубоко переживала утрату. В 1943 и 1944 годах Пикфорд и Роджерс усыновили соответственно мальчика Рональда Чарльза и девочку Роксанну. Они прожили вместе более сорока лет до самой смерти актрисы в 1979 году.

### Последние годы

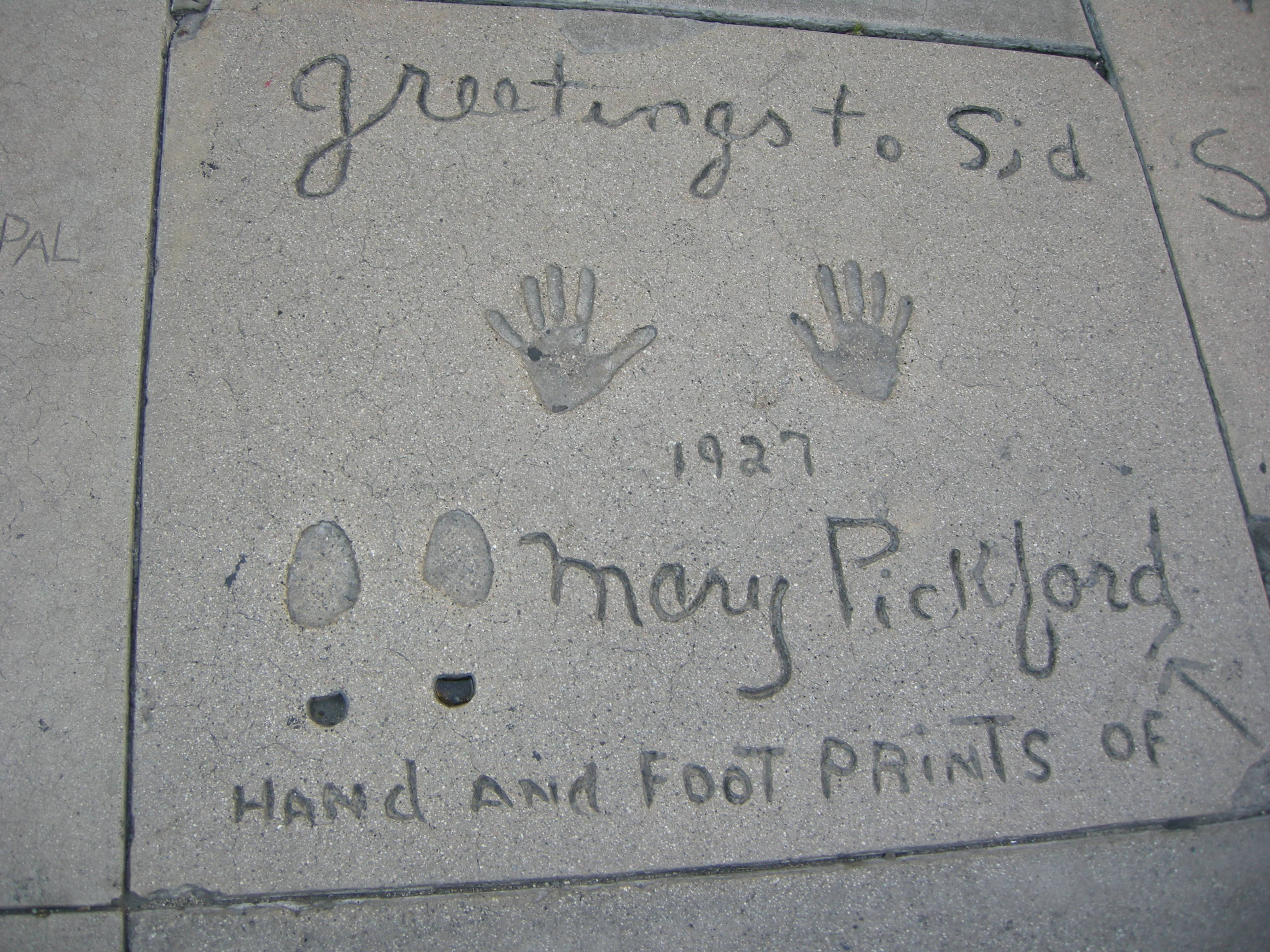
Отпечатки рук и ног Мэри Пикфорд перед Китайским театром Граумана

За Пикфорд долгое время сохранялся статус влиятельного лица в Голливуде — даже после того, как она перестала сниматься. На протяжении 1940-х годов она занималась продюсированием фильмов, выпустив, среди прочих, драму «Спи, моя любовь» (1948) с Клодетт Кольбер и комедию «Счастливая любовь» (1949) с братьями Маркс. Её частная жизнь, между тем, была далека от благополучия. За несколько лет она потеряла одного за другим всех своих близких родственников. В 1928 году умерла её мать, в 1933 — брат Джек, в 1936 — сестра Лотти. Болезненное расставание с Фэрбенксом тоже способствовало развитию депрессии, и актриса пристрастилась к алкоголю.
Её приёмные дети, повзрослев, рано ушли из дома. Со временем Пикфорд стала вести очень уединённую жизнь и редко покидала Пикфэр, позволяя навещать себя только Лиллиан Гиш, своему пасынку Дугласу Фэрбенксу-младшему и некоторым близким друзьям. В середине 1960-х годов она общалась с внешним миром по телефону, не выходя из спальни. В 1976 году Пикфорд наградили почётным «Оскаром» за вклад в развитие кинематографа, и съёмочная группа, направленная в Пикфэр, запечатлела короткое благодарственное выступление актрисы.
Незадолго до смерти Пикфорд обратилась к правительству Канады с просьбой восстановить её гражданство, которое, как она считала, было утеряно после брака с Фэрбенксом, американским гражданином. Канада удовлетворила просьбу знаменитой соотечественницы, и таким образом на закате жизни у неё появилось двойное гражданство. Мэри Пикфорд — любимица Америки, когда-то обожаемая миллионами — скончалась от кровоизлияния в мозг 29 мая 1979 года в возрасте 87 лет. Она была похоронена на кладбище мемориального парка Форест-Лаун в Калифорнии на том же участке, где покоились её мать, брат и сестра.

## Награды
- В 1930 году удостоена премии «Оскар» за роль в фильме «Кокетка».
- В 1976 году получила почётную награду Киноакадемии за вклад в развитие кинематографа.

## Память
- В память об актрисе заложена звезда по адресу: 6280, Голливудский бульвар на Голливудской «Аллее славы».
- Премия Мэри Пикфорд (англ. Mary Pickford Award) — почётная награда премии «Спутник», присуждаемая Международной пресс-академией[англ.]. Это «самая престижная почесть МПА» и награда «За выдающийся художественный вклад в индустрию развлечений» отражает пожизненные достижения.[37] Премия названа в честь Мэри Пикфорд[37] Лауреатам вручается отлитый из бронзы бюст Мэри Пикфорд на мраморной основе с именем получателя. Дизайн разработан сараевским скульптором Драганом Раденовичем.

### на английском языке
- Pickford, Meri (1955). Sunshine and Shadow (Autobiography). Doubleday & Company, 382 pages, ill.

- Balio, Tino (1985). The American Film Industry. University of Wisconsin Press, 680 pages. ISBN 978-0-299-09873-5
- Brownlow, Kevin (1968). The Parade’s Gone By… University of California Press, 577 pages, ill. ISBN 978-0-5200-3068-8
- Brownlow, Kevin; Cushman, Robert (Introduction and Photograph selection) (1999). Mary Pickford Rediscovered: Rare Pictures of a Hollywood Legend. New York: Harry N. Abrams, Inc.; Academy of Motion Picture Arts and Sciences, 256 pages, ill. ISBN 978-0-8109-4374-2
- Collins, Bill and Collins, William J. (1987). Bill Collins Presents «The Golden Years of Hollywood». South Melbourne: MacMillan, 248 pages, ill. ISBN 978-0-3334-5069-7
- Eyman, Scott (1991). Mary Pickford: American’s Sweetheart. Random House, 352 pages. ISBN 978-0-5170-7400-8
- Feeley, Kathleen (2016). Mary Pickford Hollywood and the New Woman. Routledge, 218 pages. ISBN 978-0-8133-4805-6
- Herndon, Booton (1977). Mary Pickford and Douglas Fairbanks: The Most Popular Couple the World Has Ever Know. W. W. Norton & Company, 324 pages. ISBN 978-0-3930-7508-3
- Leavey, Peggy D. (2011). Mary Pickford: Canada’s Silent Siren, America’s Sweetheart. A Quest Biography. Dundurn Press, 224 pages, ill. ISBN 978-1-5548-8945-7
- Lee, Raymond (1971). The films of Mary Pickford. Gazelle Book Services Ltd., 320 pages, ill. ISBN 978-0-4980-7380-9
- McDonald, Paul (2000). The Star System: The Hollywood production of popular identities. London: Wallflower Press, 144 pages, ill. ISBN 978-1-9033-6402-4
- Monush, Barry (2003). The Encyclopedia of Hollywood Film Actors: From the Silent Era to 1965, Volume 1. Applause Theatre & Cinema Books, 832 pages. ISBN 978-1-5578-3551-2
- Ragan, David (1976). Who’s Who in Hollywood, 1900—1976. New Rochelle, New York: Arlington House, 864 pages. ISBN 978-0-8700-0349-3
- Schmidt, Christel (Editor, Contributor); Haskell, Molly (Contributor); Brownlow, Kevin (Contributor) (2012). Mary Pickford: Queen of the Movies. Lexington: University Press of Kentucky, 288 pages, ill. ISBN 978-0-8131-3647-9
- Walker, George A. (2020). Mary Pickford, Queen of the Silent Film Era: A Life in Stills. Porcupine’s Quill, 200 pages, ill. ISBN 978-0-8898-4434-6
- Whitfield, Eileen (1997). Pickford: The Woman Who Made Hollywood. Lexington: University Press of Kentucky, 488 pages. ISBN 978-0-8131-9179-9
- Windeler, Robert (1973). Sweetheart: The Story of Mary Pickford. New York: Praeger Publishers, 226 pages, ill. ISBN 978-0-4910-1210-2

### на немецком языке
- Ripplinger, Stefan: Mary Pickfords Locken. Eine Etüde über Bindung. Essay. Verbrecher Verlag, Berlin 2014, 91 Seiten, ill., ISBN 978-3-9431-6782-5

### на нидерландском языке
- Leeflang, Thomas, 100 Jaar Cinema: The Art of Hollywood, Veen Bosch en Keuning Uitgeversgroep, Baarn 1995, 447 pagina’s: ill., ISBN 978-9-0246-0209-4